# Apororhynchus chauhani
Apororhynchus chauhani är en hakmaskart som beskrevs av Nibedita Sen 1975. Apororhynchus chauhani ingår i släktet Apororhynchus och familjen Apororhynchidae. Inga underarter finns listade i Catalogue of Life.